# Z̨
Z̨ (minuscule: z̨), appelé Z ogonek, est une lettre latine utilisé dans la transcription de l'arabe marocain. Il s’agit de la lettre Z diacritée d’un ogonek. Il n’est pas à confondre avec le z hameçon rétroflexe ‹ ʐ ›, le z à paraphe ‹ ɀ ›, le z à crampon ‹ ⱬ ›, ni encore le z crocheté ‹ ȥ ›, le z hameçon palatal ‹ ᶎ › ou le z cédille ‹ z̧ ›.

## Utilisation
En la transcription de l'arabe marocain, z̨ est utilisé en la réalisation intermédiaire entre z et ž de *ž dans Comolli 2021.
Charles F. Voegelin a utilisé le z ogonek ‹ z̨ › pour noter une consonne affriquée alvéolaire voisée [dz] dans une orthographe du tubatulabal, notamment dans un article publié de 1958 dans l’International Journal of American Linguistics.

## Représentations informatiques
Le Z ogonek peut être représenté avec les caractères Unicode suivants (latin de base, diacritiques) :
| formes    | représentations | chaînes de caractères | points de code | descriptions                                 |
| --------- | --------------- | --------------------- | -------------- | -------------------------------------------- |
| capitale  | Z̨               | Z◌̨                    | U+005A U+0328  | lettre majuscule latine z diacritique ogonek |
| minuscule | z̨               | z◌̨                    | U+007A U+0328  | lettre minuscule latine z diacritique ogonek |